# 大橋優花
大橋 優花（おおはし ゆうか、1997年7月13日 - ）は神奈川県出身のグラビアアイドルである。ポセイドンエンターテイメントに所属。

## 人物
- 特技は、一輪車・短距離走・習字。
- 趣味は、ダンス・音楽・カラオケ。

## DVD
1. はじめまして 大橋優花 小4（2009年7月3日、サンクチュアリ）
2. 大橋優花 12歳 小6 blue＆smile（2009年10月2日、サンクチュアリ）
3. 大橋優花 12歳 小6 キャラメルフルート（2009年12月4日、サンクチュアリ）
4. 大橋優花 12歳 小6 優花の診察しま〜す。（2010年2月12日、サンクチュアリ）
5. 大橋優花 12歳 中1 優花の南国まっしぐら!![1]（2010年5月28日、サンクチュアリ）
6. 大橋優花 12歳 中1 優花の中学生ときめき日記（2010年8月20日、サンクチュアリ）
7. 大橋優花 13歳 中1 優花のおにいちゃんと一緒♪（2010年11月19日、サンクチュアリ）
8. 大橋優花 13歳 中1 エンジェルキュアホワイト シリーズ VOL.1（2011年2月4日、サンクチュアリ）
9. 大橋優花 13歳 中2 ケイオン ゆうかにゃん（2011年5月7日、サンクチュアリ）
10. chama dvd vol.9 プチフルール・大橋優花 13歳（2011年7月29日、ワイレア出版）
11. 大橋優花 14歳 中2 ブルーシーin沖縄（2011年11月18日、渋谷ミュージック）
12. 大橋優花 14歳 中2 エンジェルキュアホワイト シリーズ vol.5[2]（2012年2月18日、渋谷ミュージック）
13. 大橋優花 14歳 中2 エンジェルキュアホワイト シリーズ vol.9 ピンク編（2012年5月19日、アテナ音楽出版）
14. 大橋優花 14歳 中3  エンジェルキュアホワイト シリーズ プラス VOL.12（2012年8月4日、アテナ音楽出版）
15. ミスアテナ 2012年 Vol.11（2012年12月8日、アテナ音楽出版）

共演
- ゆうか&はるかのDVDのタイトルはきめちゃってください☆（2011年12月2日、渋谷ミュージック）共演：宮沢春香
- 大橋優花&宮沢春香 ロデオでGO スポーツフィットネス全部ロデオSP〜しっかりウエストダイエット〜（2011年12月12日、渋谷ミュージック）共演：宮沢春香
- エンジェルキュアホワイトシリーズ番外編 ダブルネーム（2012年6月2日、アテナ音楽出版）共演：宮沢春香

## 雑誌
- クリーム (雑誌)（ワイレア出版）
- チューボー（海王社）Chu→Boh No.164